# Грмецька корида
Грмецька корида (серб. Грмечка корида) — традиційна назва бою биків у кра́їнських сербів, що живуть у Грмечі. Бої биків проводяться щорічно у першу неділю після дня Іллі, що відзначається 2 серпня православними в пам'ять пророка Іллі. Бої биків організовуються в рамках урочистостей на честь дня Іллі жителями громади Оштра-Лука і Урядом Республіки Сербської. 2016 року відбулася 244-а подібна корида.

## Суть свята
Вважається, що це сербське народне свято налічує вже понад два століття. Назва «Грмечка корида» вперше з'явилася в повісті «Яблан» 1902 року авторства Петара Кочича, коли територія сучасної Республіки Сербської перебувала під контролем Австро-Угорщини. До 1992 року всі бої биків проводилися сербами з Погрмеччя на пагорбі Меджеджі-брд біля річки Саниця (на території сучасної громади Санський Мост Федерації Боснія і Герцеговина). Корида не проводилася під час Боснійської війни, 1996 році її відновили і провели на горі Поповича в громаді Оштра-Лука.
Усі бої діляться на дві категорії: бої биків масою від 500 до 800 кг кожний і бої биків масою понад 800 кг кожен. Господарю бика, який переміг у боях, належить велика грошова винагорода. Бої биків проходять у розпал ярмарку, який проводиться щороку в день Іллі, і відіграють важливу роль у розвитку національної сербської культури сіл і міст Кра́їни.